# 손원일
손원일(孫元一, 1909년 6월 22일 ~ 1980년 2월 15일)은 대한민국 제5대 국방부 장관, 초대 서독 주재 대한민국 대사 등을 지낸 대한민국 독립운동가 및 예비역 대한민국 해군 중장 출신이자, 군인, 정치가, 외교관, 관료이다.

## 주요 이력
평안남도 강서 출생으로 호는 수향(水鄕), 고산(古山)이며 본관은 밀양(密陽)이다.
1945년 광복이 되자, '우리의 바다는 우리의 손으로 지켜야 한다.'는 일념으로 1945년 11월 11일 해군의 모체인 '해방병단'을 창설하였다. 그 후 초대 해군참모총장, 제 5대 국방부장관, 초대 서독대사 등을 역임하였다. 국방부 장관 재임 2개월차 시절이던 1953년 8월 28일을 기하여 대한민국 해군 중장 예편하였으며 1980년 2월 15일 서울특별시 마포구 공덕동 자택에서 서거하여 서울 국립현충원에 안장되었다.
특히, 손 제독은 해군참모총장 재임기간 중 한국 전쟁 시기 인천 상륙 작전과 9·28 서울 수복 작전에 참전하였으며, 한국 최초의 전투함인 백두산함을 미국에서 도입하는데 지대한 공헌을 하였다. 또한 해군병학교(現 해군사관학교), 대한민국 해병대 등을 창설하였으며, 전사편찬실 및 해군음악대 등을 발족하여 군 사기 진작과 조직체계 개선에도 앞장섰다. 대한민국 해군의 아버지라 불릴만큼 대한민국 해군의 발전에 커다란 공적과 영향을 남겼다.

## 생애
손원일은 임시의정원 의장을 지낸 독립운동가 겸 기독교목사 손정도의 2남 3녀 중 장남으로 평안남도 강서에서 출생하였으며 지난날 한때 평안남도 평양에서 잠시 유아기를 보낸 적이 있고 그 후 젊은시절 일제치하 조선에서 일제에 고문을 받은 바 있다. 이후 상해로 건너가 의사가 되기위한 공부를 하였으며, 그 아버지는 상해임시정부에 근무하였다.
손원일은 상해시절 상해에서 본 각국 해군들의 모습에 해방된 한국에도 그러한 해군을 건설하고자 하는 마음을 가지게 되었다고 한다.
해방이 되자 손원일은 조선에 건너온 뒤 민간인 신분임에도 해군의 모태가 되는 해방병단을 만들었다. 이후 해방병단은 미군정에 의해 해군까진 아니지만 해안경비대로 공식적인 정부 조직이 되었으며 미국에 직접 편지를 하여 도움을 요청하여 해군 양성을 위한 미 해군 교관 15명을 한국에 모시기도 했다. 손원일 제독은 푼푼히 모은 성금과 아낀 돈으로 최초의 해군 전투함인 백두산함을 미국에서 구입해 마련하였으며, 해군사관학교의 전신인 해군병학교를 건설했고, 해병대도 창설하였다. 해병대 창설식에 해병대 사령관을 빛내기 위해 해군참모총장이던 손원일 본인이 참가하지 않은 것은 유명한 일화이다.
백두산함은 도입 후 3달 만에 부산에 침투하던 북한특수부대 600명을 실은 북한함을 격침시켰고(6.25발발) 이는 부산이 최후까지 북한에 점령되지 않은데 공을 세운것으로 평가되고 있다. 그가 창설한 해병대는 맥아더의 인천상륙작전에 최선봉으로 참가해 중앙청에 태극기를 게양한 바로 그 부대이다. 또 제독은 그 부인과 함께 일본군가를 사용하던 해군군가를 전부 새로 만들었다. 한국 최초의 항공기 해취호를 제작하기도 하였다.
나중에 그 인간성의 폭넓은 이끌림이 높이 평가되어 유럽에 대사로 임명되어 활동하였다.

### 해방 이전
평양 광성고보(光成高普)를 졸업하고 상하이로 건너가서 상하이 국립중앙대학 항해과를 1930년 6월에 우등으로 졸업하였는데 마침 중국 해군부에서 해군보관(補官)을 양성하기 위하여 전국에 항해지식이 있는 자에게 시험 자격을 주어 그중 수재 다섯명을 선발하였는바, 그 중에 한사람으로 당선이 되어 1930년 7월 21일에 상하이를 떠나 세계를 일주한 후 독일에서 약 3년간 항해학술을 연구하였다.
1935년 출옥 후 매부인 윤치창과 합작으로 남계양행이라는 상점을 5년간 공동운영하였다.
1940년 동화양행 사장의 부탁으로 동화양행에 입사, 상하이 지점장으로 파견나가 엄청난 돈을 벌었다.

### 해방 ~ 한국전쟁 참전 및 예편
- 1945년 8월 21일: 해사대 결성

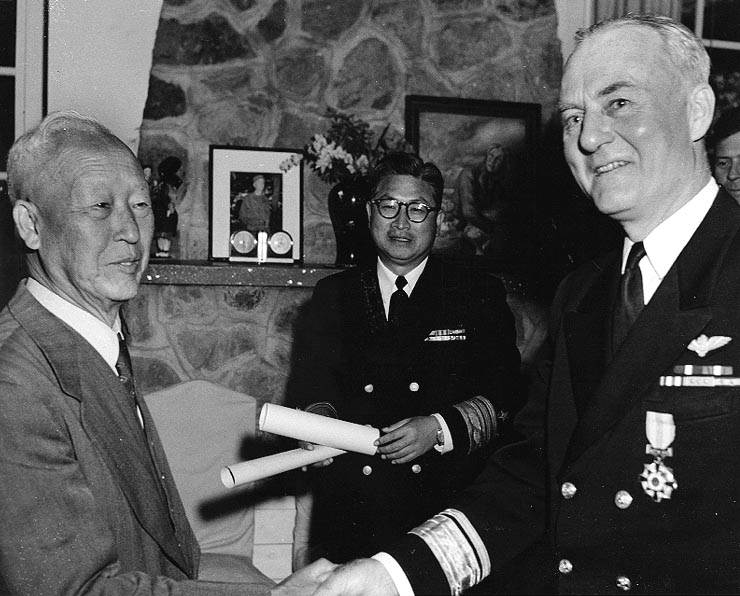
뒤쪽 가운데 서 있는 군인이 손원일, 왼쪽은 이승만, 오른쪽은 Admiral Ralph A. Ofstie (1952년 5월 13일)

- 1945년 11월 11일: 해방병단 창설
- 1946년 1월 15일: 해방병단 총사령관
- 1946년 1월 17일~3월 15일: 해군병학교(現 해군사관학교) 초대 교장
- 1946년 6월 15일: 조선해안경비대 총사령관
- 1948년 9월 5일: 초대 해군총사령관 역임
- 1948년 12월 10일: 해군 최초 제독으로 승진
- 1950년 9월 15일: 인천상륙작전 참가
- 1953년 6월 영국해군 관함식전에 참석하였다.[8]
- 1953년 6월 28일: 해군 예비역 중장으로 예편[9]

### 예편 이후
- 1953년 6월 30일~1956년 5월 26일: 제5대 국방부 장관
- 1958년 8월 1일~1960년 8월 30일: 주서독 한국 대사. 서독 대사로서 임무가 막바지이던 1960년 7월, 콩고 공화국 독립식전에 참석 후 카메룬, 토고, 기니, 말리, 나이지리아, 모로코 6개국을 친선 방문하고, 상호간의 이해증진과 외교관계 수립에 관하여 원칙적인 합의를 보았다.[11]
- 1960년 12월 24일 상오, 정일형 외무부장관은 "해임되었음에도 귀국하지 않고 타국에서 직장을 구하여 거주함으로써 국가위신을 추락시키고 있는 해외공관장들에게 강력한 소환명령을 발하였다고"고 언명하였다. 소환해당자에는 손원일도 포함되어 있었다.[12]
- 1963년 9월 5일: 국민의당 중앙위원회 위원장
- 1966년: 한국 재향군인회 자문위원장
- 1966년 11월 3일: 제12차 아시아반공연맹 한국대표
- 1967년: 마산대학교(현재의 경남대학교) 석좌교수
- 1972년: 홍보협회장(弘報協會長)
- 1972년~1974년: 한국반공연맹(현재의 한국자유총연맹) 이사장 겸 고문
- 1976년 4월 30일: 제9차 세계반공연맹 총회 한국 수석대표

## 수상
- 미국 은성훈장 (1950년 10월)
- 프랑스의 레종도뇌르 훈장
- 금성 태극무공훈장
- 금성 을지무공훈장
- 공비토벌기장
- 덴마크 적십자 훈장
- 6.25 종군기장
- 국제연합 종군기장
- 미국 자유훈장
- 독일 십자훈장

## 가족 관계
| 관계 | 이름           | 출생일          | 사망일           | 활동사항 등 |
| ---- | -------------- | --------------- | ---------------- | --- |
| 부친 | 손정도(孫貞道) | 1872년 7월 26일 | 1931년 2월 19일  | 개신교 목사이자 독립운동가로 임시의정원 의장이었다.                                                                              |
| 모친 | 박신일(朴信一) | 1880년 4월      | 1970년 10월 19일 | |
| 누나 | 손진실(孫眞實) | 1901년          | 1990년           | 주영공사 윤치창과 결혼하였다. |
| 누나 | 손성실(孫誠實) |                 |                  | 신국권과 결혼하였다. |
| 동생 | 손원태(孫元泰) | 1914년 8월 11일 | 2004년 9월 28일  | 의사 |
| 누이 | 손인실(孫仁實) | 1917년 8월 21일 | 1999년 2월 10일  | 문병기와 결혼하였다. |
| 아내 | 홍은혜(洪恩惠) | 1917년 8월 11일 | 2017년 4월 19일  | 1939년 결혼 |
| 장남 | 손명원(孫明源) | 1941년 5월 5일  | -                | 현대미포조선 사장과 쌍용자동차 사장을 역임했다. 김동조의 둘째 딸 김영숙과 결혼하였다. 딸은 손정희(孫貞姬)이고 사위는 홍정욱이다. |
| 차남 | 손동원(孫東源) | 1943년 7월 8일  | -                | |
| 삼남 | 손창원(孫昌源) | 1953년 7월 15일 | -                | |
| 사남 | 손경원(孫京源) | 1956년 1월 5일  | -                | |

## 같이 보기
- 손원일급 잠수함
- 이승만
- 김구
- 윤치창